# Usutu virus
L'Usutu virus (USUV) è un arbovirus appartenente alla famiglia Flaviviridae e al genere Flavivirus, insieme al numeroso complesso dei virus dell'encefalite giapponese (JEV).
Isolato per la prima volta da Bruce McIntosh nelle zanzare Culex neavei, in Sudafrica, nel 1959, prende il suo nome dal fiume sudafricano. Mostra una somiglianza con altri arbovirus emergenti quali il virus del Nilo occidentale (WNV).